# Клинтън Дейвисън
Клинтън Дейвисън (на английски: Clinton Joseph Davisson) е американски физик, носител на Нобелова награда за физика за 1937 г. „за експерименталното откритие на дифракцията на електрони в кристали“. Тези експерименти той провежда през 1926 г.

## Биография
Роден е на 22 октомври 1881 година в Блумингтън, Илинойс, САЩ. През 1902 започва да изучава математика и физика в университета в Чикаго. До 1910 е преподавател в Принстънския университет, през 1917 започва работа в компанията „Уестърн Електрик“ (по-късно Bell Labs).
Има 3 сина и 1 дъщеря.
Умира на 1 февруари 1958 година в Шарлотсвил, Вирджиния.